# 法光寺 (大津市)

山門

寺紋「抱茗荷」

法光寺（ほうこうじ）は、滋賀県大津市苗鹿にある天台宗の寺院。山号は光明山。本尊は薬師如来。

## 歴史
仁寿元年（851年）小槻今雄に対し同寺の建つ滋賀郡雄琴・苗鹿（現滋賀県大津市雄琴・苗鹿）の地が与えられ、同寺は小槻氏の氏寺として貞観5年（863年）今雄により創建されたとされる。一説には今雄以前に延暦寺の末寺として最澄により開基され、那波加神社の別当寺であったとも言われる。この地は小槻氏とつながりが深く、地名の「雄琴」は今雄の名に因むとされる。一帯には氏神として、今雄を祀る雄琴神社や小槻氏祖・於知別命を祀る那波加神社が残り、当寺とは神宮寺・鎮守社の関係にある。
中世には法光寺領の雄琴荘・苗鹿荘を巡り小槻氏と妙法院門跡との間で訴訟が起こっている。この際には小槻氏の領となったが、小槻氏が壬生家と大宮家に分裂すると両者の間で再び相論となっている。壬生家領となった法光寺領はその後戦国時代に六角氏の支配下となり、六角氏は壬生家に80石（実際には50石）を上納することとなった。

## 境内
往時には堂舎24宇・支院僧坊30余寺あったと伝えるが、元亀2年（1571年）織田信長の比叡山焼き討ちの際に焼失し、延享3年（1746年）再興が図られた。現在は数棟の堂宇が残るのみで、本堂は1916年建造。
- 石造宝塔（伝小槻今雄宿禰墓）

元慶8年（884年）7月7日に没した今雄の墓とされる。元は境内裏山に残る法光寺古墳群 (3円墳から成り中央主墳が今雄の墓とされる) の墳丘上に建っていたとされる。毎年7月7日、今雄忌として供養が行われている。

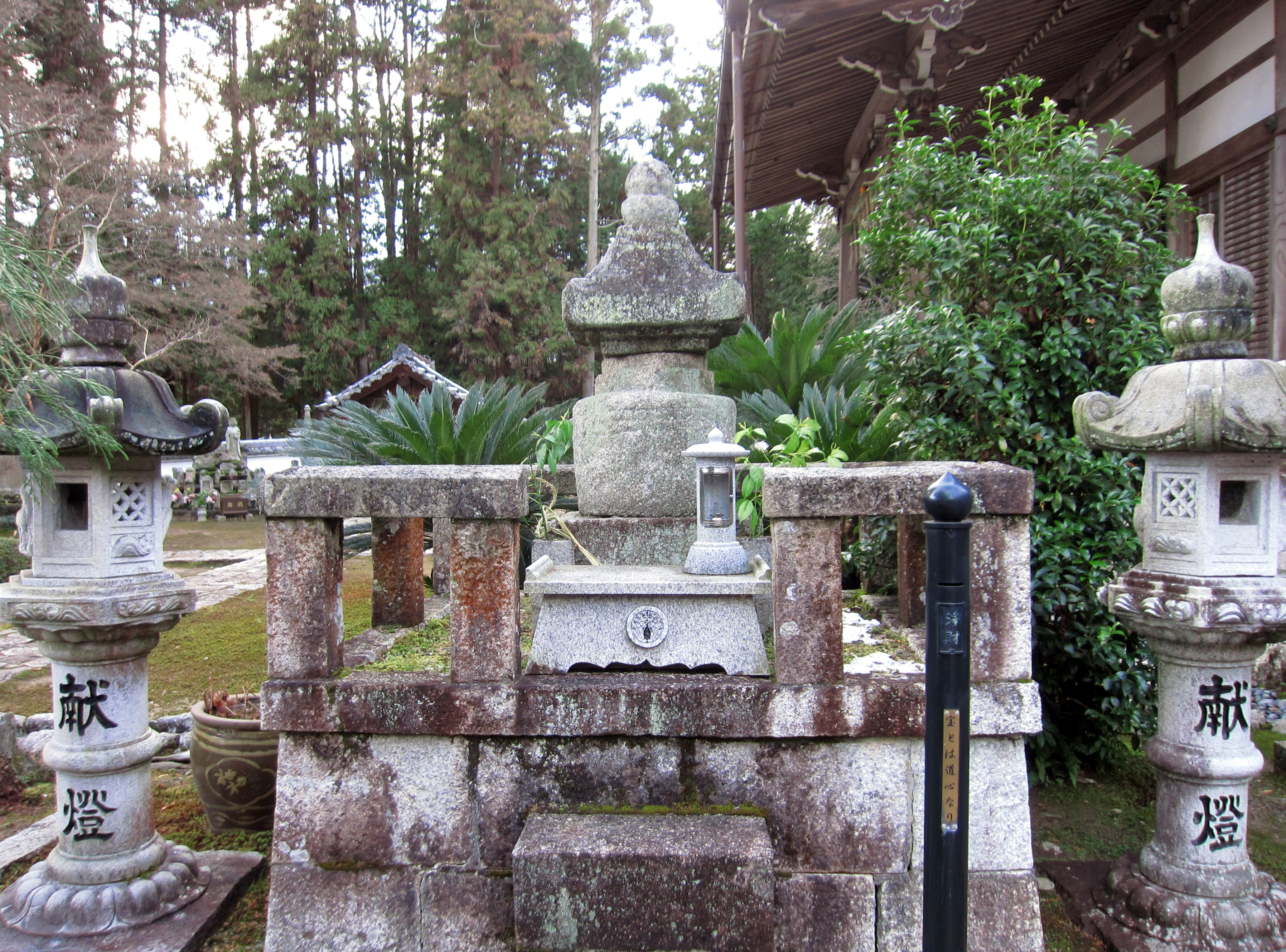
石造宝塔
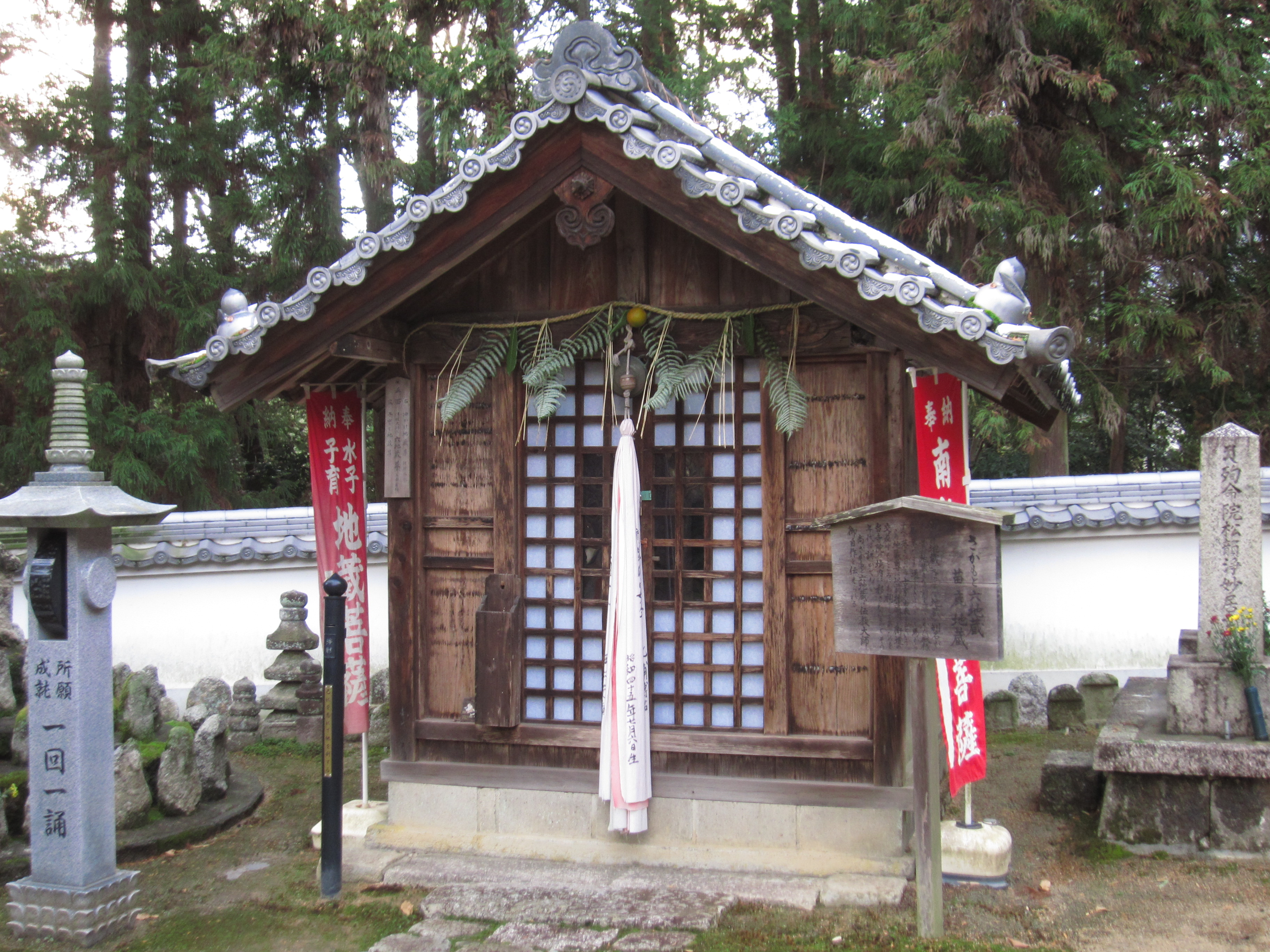
苗鹿地蔵堂

苗鹿地蔵は最澄が彫ったとされる「坂本六地蔵」の1つで、境内の地蔵堂の中に立つ。街道沿いにあったが当寺内に移転した。移転前、堂前で大名が落馬したという故事から「すべり地蔵」とも呼ばれ、足腰を守ると言われる。
- 石造宝塔
- 苗鹿地蔵堂

## 文化財

### 大津市指定文化財
- 木造男神・女神坐像 2躯（彫刻）
境内の鎮守社・天神社の神体。いずれも応永3年（1396年）作で、那波加神社の木が用いられている。銘文から男神像が天神像であることがわかるが、女神像の神名は不明。天神が男女一対というのは不自然であり、元は那波加神社の神体として作られたとする説もある[3]。1976年（昭和51年）3月15日指定[4]。
- 紙本著色法光寺境内絵図（歴史資料）
江戸時代。延享3年の再興時の寺境内を描いたとされ、五重塔・釈迦堂・大堂・桜本多宝院・こもしき元三大師行場といった、現在はない堂宇が見られる。1991年（平成3年）2月1日指定[5]。

## 現地情報
所在地
- 滋賀県大津市苗鹿2-7-11

交通アクセス
- 鉄道
  - 最寄駅：JR西日本湖西線 おごと温泉駅または比叡山坂本駅 （徒歩約15分）
- バス
  - 京阪石山坂本線・京津線びわ湖浜大津駅から、江若バス（堅田駅行き）で「苗鹿」バス停下車 （下車後徒歩7分）

周辺
- 那波加神社